# Fontaine de Locmeltro
La fontaine de Locmeltro est une fontaine de Guern dans le Morbihan, en France.

## Localisation
La fontaine de Locmeltro est située à proximité de la chapelle de Locmeltro, à Guern.

## Historique
La fontaine de Locmeltro fait l'objet d'une inscription au titre des monuments historiques depuis le 24 février 1976.

## Architecture
La fontaine se présente comme un édicule à fronton triangulaire.